# Théâtre Benoît-XII
Le Théâtre Benoît-XII est un lieu de spectacle permanent d'Avignon, d'une capacité de 430 places. Il est situé 12 rue des Teinturiers. 

## Lieu de spectacle et du Festival d'Avignon
Ce théâtre est utilisé régulièrement dans le cadre du Festival d'Avignon depuis 1975. Le lieu a été utilisé en 1973 et 1974 pour des spectacles du Off. Il abrite l'hiver les ATP (Amis du Théâtre Populaire) qui présentent un spectacle par mois d'octobre à mai,. La gestion de cette salle a été confiée à l'année à l'ISTS - Institut supérieur des techniques du spectacle d'Avignon. Le placement y est libre; il est devenu numéroté pour le festival 2017.

## En savoir plus